# Test Drive Rally
Test Drive Rally (рус. Тест-драйв: Ралли) — отменённая видеоигра в жанре раллийного симулятора, которая разрабатывалась студией Digital Illusions для платформ Nintendo 64, PlayStation и Windows, а издателями должны были выступить компании Infogrames и Accolade. Игра должна была стать спин-оффом серии Test Drive.

## Разработка и отмена игры
Игра была анонсирована 18 января 1999 года и первоначально имела название Rally Masters. За разработку была ответственна шведская студия Digital Illusions, издателем в Великобритании являлась компания Gremlin Interactive, про издателя же в Северной Америке тогда не сообщалось. Команда разработчиков уже имела опыт по созданию автосимуляторов, выпустив Motorhead для PlayStation и Windows. Rally Masters разрабатывалась для игровых приставок Nintendo 64 и PlayStation, а также для PC-совместимых компьютеров под управлением Windows, и, по словам разработчиков, должна была включать в себя «кучу автомобилей» и несколько режимов. Для придания реализма также прорабатывались погодные условия на каждой из представленных в игре трасс.
16 апреля о Rally Masters стала известная новая информация, согласно которой игроки должны были получить в предстоящей игре 22 автомобиля с возможностью изменения цвета, реальные гонщики раллийных соревнований, 51 трек и четыре режима чемпионата. Помимо этого, Rally Masters прорабатывалась и с технической стороны: многопользовательская игра поддерживала до четырёх человек одновременно, повреждения транспортных средств реализованы в реальном времени, присутствовали динамические отражения на машинах, а также редактор чемпионатов. 14 мая компания Infogrames, которая в то время приобрела Gremlin Interactive и Accolade, анонсировала игру под её новым названием — Test Drive Rally. Таким образом, автосимулятор должен был стать спин-оффом серии Test Drive. Представители Infogrames сообщили, что в Test Drive Rally проработана графическая составляющая (например, отображается грязь на автомобилях), присутствуют различные типы дорожных покрытий и трассы в таких реальных странах мира, как Швеция, Англия, Индонезия и США. Обещались также отслеживание карьерной статистики, полноценная настройка автомобилей и обширные многопользовательские опции. Игра демонстрировалась на выставке E3 1999.
Большое внимание разработчики уделяли версии Test Drive Rally для Nintendo 64. Игра должна была стать первой и единственной частью серии для этой приставки. По словам разработчиков, «текущие гоночные игры на N64 имеют определённые недостатки», связанные с качеством текстур и кадровой частотой. В Test Drive Rally же создатели использовали движок собственной разработки, который позволяет обрабатывать больше текстур, чем в других играх на приставке, при этом сохраняя стабильную кадровую частоту, примерно до 30 кадров в секунду, задействовав все аппаратные возможности Nintendo 64. Каждый автомобиль в игре состоит из более 750 полигонов, а каждая трасса — из более 60 000 полигонов. В музыкальном сопровождении Test Drive Rally планировалось использовать десять треков, выполненных в жанрах метал и техно.
Первоначально выпуск игры был запланирован на октябрь 1999 года. Однако, 22 октября было сообщено, что релиз Test Drive Rally перенесён на весну 2000 года. 4 февраля 2000 года Infogrames объявили об отмене Test Drive Rally. Точные причины отмены неизвестны, но представители Infogrames по этому поводу сказали, что «версия для Nintendo 64, как оказалось, не соответствовала нашим стандартам». В результате Infogrames выпустили осенью 2000 года игру Michelin Rally Masters: Race of Champions для PlayStation и Windows, в которой были использованы многие наработки Test Drive Rally.

## Оценки и мнения
Журналисты сайта IGN назвали Test Drive Rally «перспективной игрой», высоко оценив качество графики и физического движка. В ранних обзорах автосимулятора, несмотря на незаконченность и отсутствие проработки текстур, рецензенты отметили, что Test Drive Rally выглядит потрясающе. По их мнению, автосимулятор мог стать достойным конкурентом таких игр, как Top Gear и V-Rally, и, тем самым, лучшим представителем раллийных гонок на Nintendo 64.